# Abacoclytus
Abacoclytus is een kevergeslacht uit de familie van de boktorren (Cerambycidae). De wetenschappelijke naam van het geslacht werd voor het eerst geldig gepubliceerd in 1997 door Pesarini & Sabbadini.

## Soorten
Abacoclytus omvat de volgende soorten:
- Abacoclytus felicisrosettae Pesarini & Sabbadini, 1997
- Abacoclytus ventripennis (Pic, 1908)